# Perknaster sladeni
Perknaster sladeni är en sjöstjärneart som först beskrevs av Perrier 1891.  Perknaster sladeni ingår i släktet Perknaster och familjen Ganeriidae.

## Underarter
Arten delas in i följande underarter:
- P. s. georgianus
- P. s. sladeni